# Пыхтин, Вадим Яковлевич
Вадим Яковлевич Пыхтин (7 февраля 1938 — 22 октября 1997) — белорусский инженер, доктор технических наук, профессор. Лауреат Государственной премии СССР. Ученый и конструктор в области вычислительной техники.

## Биография
Вадим Яковлевич Пыхтин родился 7 февраля 1938 года в городе Бобринец Кировоградской области.
Вадим Яковлевич Пыхтин — выпускник кафедры ВТ МЭИ. Одним из его преподавателей в институте был академик С. А. Лебедев.
В 1961 году после окончания учебы он стал работать в НИИЭВМ старшим, ведущим инженером. Затем — начальником лаборатории, начальником отдела. Работал заместителем главного инженера.
Был главным конструктором процессоров ЭВМ «Минск-23» и «Минск-32».
В 1968 году стал лауреатом премии Ленинского комсомола в области науки и техники за создание ЭВМ серии «Минск».
Вадиму Яковлевичу Пыхтину в 1983 году присвоили Государственную Премию СССР в области науки и техники за создание, организацию серийного производства и внедрение в народное хозяйство ЕС ЭВМ, периферийного оборудования и вычислительных комплексов.
Он работал профессором кафедры информационно-вычислительных систем (№ 210) МВИЗРУ, МВВИУ и ВА РБ.
В период с 1987 по 1988 год был директором НИИЭВМ. В 1988 году стал Главным конструктором и научно-техническим руководителем объединения БелНПОВТ и НИИЭВМ. В 1992 году стал директором НИИЭВМ. С 1994 по октябрь 1997 года был главным научным сотрудником института.
Награжден Орденом Трудового Красного Знамени и орденом Октябрьской революции.
Умер 22 октября 1997 года.